# Christoph Wilhelm
Christoph Wilhelm (* 14. August 1987 in Bad Neuenahr-Ahrweiler) ist ein deutscher American-Football-Spieler.

## Karriere
Er spielte bis Februar 2008 bei den Neuwied Rockland Raiders als Center und Right Tackle. Im März 2008 wechselte er zu den Cineplexx Blue Devils in die 1. Österreichische Bundesliga (AFL) und erhielt hier den offiziellen Profi-Status (A) vom American Football Bund Österreich. Im Jahre 2010 und 2011 lief Wilhelm für die Ravensburg Razorbacks auf, wo er seine aktive Karriere beendete.

## Sonstiges
- 2008: Offense-Line MVP
- 2009: International Bowl, Auswahlteam vs. NCAA II College
- 2009: CEFL, Vizechampion
- 2009: Lineman of the year
- 2010: Most Pancakes League